# Jack Butler
Jack Butler, teljes nevén John Dennis Butler (Colombo, Srí Lanka, 1894. augusztus 14. – 1961. január 5.) angol labdarúgóhátvéd, edző.

## Karrierje
Bár a mai Srí Lanka fővárosában, Colombóban született, már gyerekként visszaköltözött szüleivel Nagy-Britanniába. Ifjúsági játékosként a Dartfordban szerepelt, majd játszott a Fulham Thursdayt is erősítette egy ideig. 1913-ban igazolt a Fulhamhez, azonban egy évvel később már tovább is állt, és az Arsenal játékosa lett. Első idényében a tartalékok között szerepelt, majd részt vett az első világháborúban is. Bemutatkozására az első csapatban végül csak 1919. november 5-én, a Bolton Wanderers ellen került sor.
Sokáig komoly konkurenciát jelentett számára az egyaránt nagyobb tapasztalattal bíró Chris Buckley és Alex Graham, azonban az 1924–25-ös évadtól kezdve egyértelműen ő lett az első számú választás a centerhalf, vagyis védekező középpályás posztjára. Szintén 1924-ben kapott először, és mint később kiderült, utoljára meghívót az angol válogatottba. Az Arsenalnál végül összesen tizenhat évig játszott, ezalatt az idő alatt összesen 296 találkozón szerepelt, melyeken nyolc gólt szerzett. A bajnokikat tekintve ez a szám 267 összecsapás, illetve hét találat.
1930 nyarán, afféle levezetésképp még eligazolt a Torquay Unitedhez. Itt még két évet töltött, majd felhagyott az aktív játékospályafutással. A visszavonulás után rögtön edzősködni kezdett, azonban nem otthon, ugyanis első csapata trénerként a belga Daring Club Molenbeek volt, majd a belga válogatott szövetségi kapitánya volt, amellyel részt vett az 1938-as vb-n is. Hazatérése után három angol klubnál is volt menedzser, előbb a Torquaynél, ahol utoljára játszott, majd munkát vállalt a Crystal Palace-nál és a Leicesternél.
1961-ben, hatvanhat évesen halt meg.

## Sikerek

### Arsenal
- FA-kupa-döntős: 1927